# Sort natskygge
Sort natskygge (Solanum nigrum) er en 10-80 cm høj urt, der i Danmark vokser meget almindeligt på næringsrig bund f.eks. nær bebyggelse eller på marker. Alle dele af planten er giftige.

## Beskrivelse
Sort natskygge er en enårig, urteagtig plante med en opret og busket, åbent forgrenet vækst. Stænglerne er hårløse og lysegrønne. De bærer spredtstillede blade, som er ægformede med hel eller rundtandet rand. Oversiden er græsgrøn ligesom undersiden. Begge sider er ganske svagt hårede.
Blomstringen sker i juli-oktober, hvor de hvide blomster sidder i fåblomstrede stande fra bladhjørnerne. De enkelte blomster er regelmæssige, 5-tallige og har fem tæt samlede, gule støvdragere. Frugterne er sorte bær med mange frø.
Rodnettet er svagt udviklet, men groft forgrenet.
Højde x bredde og årlig tilvækst: 0,80 x 0,80 m (80 x 80 cm/år).

## Voksested
Artens oprindelige hjemsted er ukendt, for i dag er den udbredt og naturaliseret overalt i verden, hvor den optræder som ukrudt mellem enårige kulturplanter.
I Danmark er den meget almindelig på næringsrig bund på marker, omkring bebyggelse og på tangopskyl ved stranden. Underarten Kirtel-Natskygge (S. nigrum ssp. schultesii), der er uld- og kirtelhåret, findes sjældent på affaldspladser og jernbaneterræn.
I bykernen af Strasbourg findes den sammen med bl.a. alm. fuglegræs, hyrdetaske, korsknap, løgkarse, alm. svinemælk, enårig rapgræs, glat vejbred, gråbynke, gul sennep, hvidmelet gåsefod, lodden dueurt, skvalderkål og stinkende storkenæb.
| Portal | Portal:Botanik |

## Note
1. ↑  Se Dietmar Brandes: Contributions to the urban flora and vegetation of Strasbourg (France)